# Order 1 sierpnia
Order 1 sierpnia (chiń. 八一勋章; pinyin Bāyī xūnzhāng) – jedno z najwyższych chińskich odznaczeń. Ustanowiony w 1955. Dzieli się na trzy klasy: I klasa - cały złoty, baretka czerwona z jednym złotym paskiem, II klasa - złoty ze srebrnymi fragmentami, baretka czerwona z dwoma złotymi paskami, III klasa - złoty tylko środek, obrzeża srebrne, baretka czerwona z trzema złotymi paskami. Order przyznawany żołnierzom Chińskiej Armii Ludowo-Wyzwoleńczej zasłużonym w rewolucyjnej wojnie narodu chińskiego 1927–1937, tj. uczestnikom powstania w Nanchangu oraz Długiego Marszu.